# Medaliści igrzysk olimpijskich w lekkoatletyce – skoki

## Skoki

### Skok wzwyż
Konkurencja obecna jest w programie nieprzerwanie od pierwszej edycji letnich igrzysk olimpijskich. Liderem klasyfikacji zawodników jest Katarczyk Mutazz Isa Barszim, który zdobył 1 złoty i 2 srebrne medale. Wśród reprezentacji liderem są Stany Zjednoczone, które w dorobku mają 14 złotych, 13 srebrnych i 8 brązowych medali. W poniższej tabeli przedstawiono wszystkich medalistów igrzysk olimpijskich w skoku wzwyż w latach 1896–2021.
| Rok i miejsce        |                   | Złoto               |                           | Srebro                 |                           | Brąz               | Źr.    |
| -------------------- | ----------------- | ------------------- | ------------------------- | ---------------------- | ------------------------- | ------------------ | ------ |
| 1896, Ateny          | Stany Zjednoczone | Ellery Clark        | Stany Zjednoczone         | James Brendan Connolly | –                         |                    | [ 1 ]  |
| 1896, Ateny          | Stany Zjednoczone | Ellery Clark        | Stany Zjednoczone         | Robert Garrett         | –                         |                    | [ 1 ]  |
| 1900, Paryż          | Stany Zjednoczone | Irving Baxter       | Wielka Brytania           | Patrick Leahy          |                           | Lajos Gönczy       | [ 2 ]  |
| 1904, St. Louis      | Stany Zjednoczone | Samuel Jones        | Stany Zjednoczone         | Garrett Serviss        | Związek Północnoniemiecki | Paul Weinstein     | [ 3 ]  |
| 1908, Londyn         | Stany Zjednoczone | Harry Porter        | Francja                   | Géo André              | –                         |                    | [ 4 ]  |
| 1908, Londyn         | Stany Zjednoczone | Harry Porter        | Wielka Brytania           | Cornelius Leahy        | –                         |                    | [ 4 ]  |
| 1908, Londyn         | Stany Zjednoczone | Harry Porter        | István Somodi             |                        | –                         |                    | [ 4 ]  |
| 1912, Sztokholm      | Stany Zjednoczone | Alma Richards       | Związek Północnoniemiecki | Hans Liesche           | Stany Zjednoczone         | George Horine      | [ 5 ]  |
| 1920, Antwerpia      | Stany Zjednoczone | Richmond Landon     | Stany Zjednoczone         | Harold Muller          | Szwecja                   | Bo Ekelund         | [ 6 ]  |
| 1924, Paryż          | Stany Zjednoczone | Harold Osborn       | Stany Zjednoczone         | Leroy Brown            | Francja                   | Pierre Lewden      | [ 7 ]  |
| 1928, Amsterdam      | Stany Zjednoczone | Robert King         | Stany Zjednoczone         | Benjamin Hedges        | Francja                   | Claude Ménard      | [ 8 ]  |
| 1932, Los Angeles    | Kanada            | Duncan McNaughton   | Stany Zjednoczone         | Robert Van Osdel       | Filipiny                  | Simeon Toribio     | [ 9 ]  |
| 1936, Berlin         | Stany Zjednoczone | Cornelius Johnson   | Stany Zjednoczone         | David Albritton        | Stany Zjednoczone         | Delos Thurber      | [ 10 ] |
| 1948, Londyn         | Australia         | John Winter         | Norwegia                  | Bjørn Paulson          | Stany Zjednoczone         | George Stanich     | [ 11 ] |
| 1952, Helsinki       | Stany Zjednoczone | Walt Davis          | Stany Zjednoczone         | Kenneth Wiesner        | Brazylia                  | José da Conceição  | [ 12 ] |
| 1956, Melbourne      | Stany Zjednoczone | Charles Dumas       | Australia                 | Charles Porter         |                           | Igor Kaszkarow     | [ 13 ] |
| 1960, Rzym           |                   | Robert Szawłakadze  |                           | Walerij Brumel         | Stany Zjednoczone         | John Thomas        | [ 14 ] |
| 1964, Tokio          |                   | Walerij Brumel      | Stany Zjednoczone         | John Thomas            | Stany Zjednoczone         | John Rambo         | [ 15 ] |
| 1968, Meksyk         | Stany Zjednoczone | Dick Fosbury        | Stany Zjednoczone         | Ed Caruthers           |                           | Walentin Gawriłow  | [ 16 ] |
| 1972, Monachium      |                   | Jüri Tarmak         |                           | Stefan Junge           | Stany Zjednoczone         | Dwight Stones      | [ 17 ] |
| 1976, Montreal       |                   | Jacek Wszoła        | Kanada                    | Greg Joy               | Stany Zjednoczone         | Dwight Stones      | [ 18 ] |
| 1980, Moskwa         |                   | Gerd Wessig         | Polska                    | Jacek Wszoła           |                           | Jörg Freimuth      | [ 19 ] |
| 1984, Los Angeles    |                   | Dietmar Mögenburg   | Szwecja                   | Patrik Sjöberg         |                           | Zhu Jianhua        | [ 20 ] |
| 1988, Seul           |                   | Hennadij Awdiejenko | Stany Zjednoczone         | Hollis Conway          |                           | Rudolf Powarnicyn  | [ 21 ] |
| 1988, Seul           | Szwecja           | Hennadij Awdiejenko | Stany Zjednoczone         | Hollis Conway          | Patrik Sjöberg            |                    | [ 21 ] |
| 1992, Barcelona      | Kuba              | Javier Sotomayor    | Szwecja                   | Patrik Sjöberg         | Stany Zjednoczone         | Hollis Conway      | [ 22 ] |
| 1992, Barcelona      | Kuba              | Javier Sotomayor    | Szwecja                   | Patrik Sjöberg         | Australia                 | Tim Forsyth        | [ 22 ] |
| 1992, Barcelona      | Kuba              | Javier Sotomayor    | Szwecja                   | Patrik Sjöberg         | Polska                    | Artur Partyka      | [ 22 ] |
| 1996, Atlanta        | Stany Zjednoczone | Charles Austin      | Polska                    | Artur Partyka          | Wielka Brytania           | Steve Smith        | [ 23 ] |
| 2000, Barcelona      | Rosja             | Siergiej Klugin     | Kuba                      | Javier Sotomayor       | Algieria                  | Abderahmane Hammad | [ 24 ] |
| 2004, Ateny          | Szwecja           | Stefan Holm         | Stany Zjednoczone         | Matt Hemingway         | Czechy                    | Jaroslav Bába      | [ 25 ] |
| 2008, Pekin          | Rosja             | Andriej Silnow      | Wielka Brytania           | Germaine Mason         | Rosja                     | Jarosław Rybakow   | [ 26 ] |
| 2012, Londyn         | Stany Zjednoczone | Erik Kynard         | Katar                     | Mutazz Isa Barszim     | –                         |                    | [ 27 ] |
| 2012, Londyn         | Stany Zjednoczone | Erik Kynard         | Kanada                    | Derek Drouin           | –                         |                    | [ 27 ] |
| 2012, Londyn         | Stany Zjednoczone | Erik Kynard         | Wielka Brytania           | Robbie Grabarz         | –                         |                    | [ 27 ] |
| 2016, Rio de Janeiro | Kanada            | Derek Drouin        | Katar                     | Mutazz Isa Barszim     | Ukraina                   | Bohdan Bondarenko  | [ 28 ] |
| 2021, Tokio          | Katar             | Mutazz Isa Barszim  | –                         |                        | Białoruś                  | Maksim Niedasiekau | [ 29 ] |
| 2021, Tokio          | Włochy            | Gianmarco Tamberi   | –                         |                        | Białoruś                  | Maksim Niedasiekau | [ 29 ] |

### Skok wzwyż z miejsca
Konkurencję rozegrano jedynie cztery razy, zadebiutowała na Igrzyskach Olimpijskich 1900, po raz ostatni konkurowano w niej na igrzyskach w Sztokholmie w 1912 roku. Liderem klasyfikacji zawodników jest Amerykanin Ray Ewry, który zdobył 3 złote medale. Wśród reprezentacji liderem są Stany Zjednoczone, które w dorobku mają 4 złote, 4 srebrne i 2 brązowe medale. W poniższej tabeli przedstawiono wszystkich medalistów igrzysk olimpijskich w skoku wzwyż z miejsca w latach 1900–1912.
| Rok i miejsce   |                   | Złoto       |                   | Srebro                   |                   | Brąz                     | Źr.    |
| --------------- | ----------------- | ----------- | ----------------- | ------------------------ | ----------------- | ------------------------ | ------ |
| 1900, Paryż     | Stany Zjednoczone | Ray Ewry    | Stany Zjednoczone | Irving Baxter            | Stany Zjednoczone | Lewis Sheldon            | [ 30 ] |
| 1904, St. Louis | Stany Zjednoczone | Ray Ewry    | Stany Zjednoczone | Joseph Stadler           | Stany Zjednoczone | Lawson Robertson         | [ 31 ] |
| 1908, Londyn    | Stany Zjednoczone | Ray Ewry    | Stany Zjednoczone | John Biller              | –                 |                          | [ 32 ] |
| 1908, Londyn    | Stany Zjednoczone | Ray Ewry    | Grecja            | Konstandinos Tsiklitiras | –                 |                          | [ 32 ] |
| 1912, Sztokholm | Stany Zjednoczone | Platt Adams | Stany Zjednoczone | Benjamin Adams           | Grecja            | Konstandinos Tsiklitiras | [ 33 ] |

### Skok o tyczce
Konkurencja obecna jest w programie nieprzerwanie od pierwszej edycji letnich igrzysk olimpijskich. Liderem klasyfikacji zawodników jest Amerykanin Bob Richards, który zdobył 2 złote i 1 brązowy medal. Wśród reprezentacji liderem są Stany Zjednoczone, które w dorobku mają 19 złotych, 15 srebrnych i 13 brązowych medali. W poniższej tabeli przedstawiono wszystkich medalistów igrzysk olimpijskich w skoku o tyczce w latach 1896–2021.
| Rok i miejsce        |                   | Złoto                 |                   | Srebro                |                   | Brąz                 | Źr.    |
| -------------------- | ----------------- | --------------------- | ----------------- | --------------------- | ----------------- | -------------------- | ------ |
| 1896, Ateny          | Stany Zjednoczone | Welles Hoyt           | Stany Zjednoczone | Albert Tyler          | Grecja            | Ewangelos Damaskos   | [ 34 ] |
| 1896, Ateny          | Stany Zjednoczone | Welles Hoyt           | Stany Zjednoczone | Albert Tyler          | Grecja            | Joanis Teodoropulos  | [ 34 ] |
| 1900, Paryż          | Stany Zjednoczone | Irving Baxter         | Stany Zjednoczone | Meredith Colket       | Norwegia          | Carl Albert Andersen | [ 35 ] |
| 1904, St. Louis      | Stany Zjednoczone | Charles Dvorak        | Stany Zjednoczone | LeRoy Samse           | Stany Zjednoczone | Louis Wilkins        | [ 36 ] |
| 1908, Londyn         | Stany Zjednoczone | Edward Cook           | –                 |                       | Kanada            | Edward Archibald     | [ 37 ] |
| 1908, Londyn         | Stany Zjednoczone | Alfred Gilbert        | –                 | Stany Zjednoczone     | Clare Jacobs      |                      | [ 37 ] |
| 1908, Londyn         | Stany Zjednoczone | Alfred Gilbert        | –                 | Szwecja               | Bruno Söderström  |                      | [ 37 ] |
| 1912, Sztokholm      | Stany Zjednoczone | Harry Babcock         | Stany Zjednoczone | Frank Nelson          | Kanada            | William Halpenny     | [ 38 ] |
| 1912, Sztokholm      | Stany Zjednoczone | Harry Babcock         | Stany Zjednoczone | Marc Wright           | Stany Zjednoczone | Frank Murphy         | [ 38 ] |
| 1912, Sztokholm      | Stany Zjednoczone | Harry Babcock         | Stany Zjednoczone | Marc Wright           | Szwecja           | Bertil Uggla         | [ 38 ] |
| 1920, Antwerpia      | Stany Zjednoczone | Frank Foss            | Dania             | Henry Petersen        | Stany Zjednoczone | Edwin Myers          | [ 39 ] |
| 1924, Paryż          | Stany Zjednoczone | Lee Barnes            | Stany Zjednoczone | Glenn Graham          | Stany Zjednoczone | James Brooker        | [ 40 ] |
| 1928, Amsterdam      | Stany Zjednoczone | Sabin Carr            | Stany Zjednoczone | William Droegemueller | Stany Zjednoczone | Charles McGinnis     | [ 41 ] |
| 1932, Los Angeles    | Stany Zjednoczone | William Miller        |                   | Shūhei Nishida        | Stany Zjednoczone | George Jefferson     | [ 42 ] |
| 1936, Berlin         | Stany Zjednoczone | Earle Meadows         |                   | Shūhei Nishida        |                   | Sueo Ōe              | [ 43 ] |
| 1948, Londyn         | Stany Zjednoczone | Guinn Smith           | Finlandia         | Erkki Kataja          | Stany Zjednoczone | Bob Richards         | [ 44 ] |
| 1952, Helsinki       | Stany Zjednoczone | Bob Richards          | Stany Zjednoczone | Donald Laz            | Szwecja           | Ragnar Lundberg      | [ 45 ] |
| 1956, Melbourne      | Stany Zjednoczone | Bob Richards          | Stany Zjednoczone | Bob Gutowski          | Grecja            | Jeorjos Rumbanis     | [ 46 ] |
| 1960, Rzym           | Stany Zjednoczone | Don Bragg             | Stany Zjednoczone | Ronald Morris         | Finlandia         | Eeles Landström      | [ 47 ] |
| 1964, Tokio          | Stany Zjednoczone | Fred Hansen           |                   | Wolfgang Reinhardt    |                   | Klaus Lehnertz       | [ 48 ] |
| 1968, Meksyk         | Stany Zjednoczone | Bob Seagren           |                   | Claus Schiprowski     |                   | Wolfgang Nordwig     | [ 49 ] |
| 1972, Monachium      |                   | Wolfgang Nordwig      | Stany Zjednoczone | Bob Seagren           | Stany Zjednoczone | Jan Johnson          | [ 50 ] |
| 1976, Montreal       |                   | Tadeusz Ślusarski     | Finlandia         | Antti Kalliomäki      | Stany Zjednoczone | Dave Roberts         | [ 51 ] |
| 1980, Moskwa         | Polska            | Władysław Kozakiewicz | Polska            | Tadeusz Ślusarski     | –                 |                      | [ 52 ] |
| 1980, Moskwa         | Polska            | Władysław Kozakiewicz | Konstantin Wołkow |                       | –                 |                      | [ 52 ] |
| 1984, Los Angeles    | Francja           | Pierre Quinon         | Stany Zjednoczone | Mike Tully            | Stany Zjednoczone | Earl Bell            | [ 53 ] |
| 1984, Los Angeles    | Francja           | Pierre Quinon         | Stany Zjednoczone | Mike Tully            | Francja           | Thierry Vigneron     | [ 53 ] |
| 1988, Seul           |                   | Serhij Bubka          |                   | Rodion Gataullin      |                   | Grigorij Jegorow     | [ 54 ] |
| 1992, Barcelona      |                   | Maksim Tarasow        |                   | Igor Trandienkow      | Hiszpania         | Javier García        | [ 55 ] |
| 1996, Atlanta        | Francja           | Jean Galfione         | Rosja             | Igor Trandienkow      | Niemcy            | Andrej Tiwontschik   | [ 56 ] |
| 2000, Sydney         | Stany Zjednoczone | Nick Hysong           | Stany Zjednoczone | Lawrence Johnson      | Rosja             | Maksim Tarasow       | [ 57 ] |
| 2004, Ateny          | Stany Zjednoczone | Timothy Mack          | Stany Zjednoczone | Toby Stevenson        | Włochy            | Giuseppe Gibilisco   | [ 58 ] |
| 2008, Pekin          | Australia         | Steve Hooker          | Rosja             | Jewgienij Łukjanienko | Stany Zjednoczone | Derek Miles          | [ 59 ] |
| 2012, Londyn         | Francja           | Renaud Lavillenie     | Niemcy            | Björn Otto            | Niemcy            | Raphael Holzdeppe    | [ 60 ] |
| 2016, Rio de Janeiro | Brazylia          | Thiago Braz           | Francja           | Renaud Lavillenie     | Stany Zjednoczone | Sam Kendricks        | [ 61 ] |
| 2021, Tokio          | Szwecja           | Armand Duplantis      | Stany Zjednoczone | Christopher Nilsen    | Brazylia          | Thiago Braz          | [ 62 ] |

### Skok w dal
Konkurencja obecna jest w programie nieprzerwanie od pierwszej edycji letnich igrzysk olimpijskich. Liderem klasyfikacji zawodników jest Amerykanin Carl Lewis, który zdobył 4 złote medale. Wśród reprezentacji liderem są Stany Zjednoczone, które w dorobku mają 22 złote, 15 srebrnych i 10 brązowych medali. W poniższej tabeli przedstawiono wszystkich medalistów igrzysk olimpijskich w skoku w dal w latach 1896–2021.
| Rok i miejsce        |                   | Złoto                  |                   | Srebro                 |                   | Brąz                   | Źr.    |
| -------------------- | ----------------- | ---------------------- | ----------------- | ---------------------- | ----------------- | ---------------------- | ------ |
| 1896, Ateny          | Stany Zjednoczone | Ellery Clark           | Stany Zjednoczone | Robert Garrett         | Stany Zjednoczone | James Brendan Connolly | [ 63 ] |
| 1900, Paryż          | Stany Zjednoczone | Alvin Kraenzlein       | Stany Zjednoczone | Myer Prinstein         | Wielka Brytania   | Patrick Leahy          | [ 64 ] |
| 1904, St. Louis      | Stany Zjednoczone | Myer Prinstein         | Stany Zjednoczone | Daniel Frank           | Stany Zjednoczone | Robert Stangland       | [ 65 ] |
| 1908, Londyn         | Stany Zjednoczone | Frank Irons            | Stany Zjednoczone | Daniel Kelly           | Kanada            | Calvin Bricker         | [ 66 ] |
| 1912, Sztokholm      | Stany Zjednoczone | Albert Gutterson       | Kanada            | Calvin Bricker         | Szwecja           | Georg Åberg            | [ 67 ] |
| 1920, Antwerpia      | Szwecja           | William Petersson      | Stany Zjednoczone | Carl Johnson           | Szwecja           | Erik Abrahamsson       | [ 68 ] |
| 1924, Paryż          | Stany Zjednoczone | William DeHart Hubbard | Stany Zjednoczone | Edward Gourdin         | Norwegia          | Sverre Hansen          | [ 69 ] |
| 1928, Amsterdam      | Stany Zjednoczone | Ed Hamm                | Haiti             | Sylvio Cator           | Stany Zjednoczone | Alfred Bates           | [ 70 ] |
| 1932, Los Angeles    | Stany Zjednoczone | Ed Gordon              | Stany Zjednoczone | Lambert Redd           |                   | Chūhei Nambu           | [ 71 ] |
| 1936, Berlin         | Stany Zjednoczone | Jesse Owens            | III Rzesza        | Luz Long               |                   | Naoto Tajima           | [ 72 ] |
| 1948, Londyn         | Stany Zjednoczone | Willie Steele          | Australia         | Theodore Bruce         | Stany Zjednoczone | Herb Douglas           | [ 73 ] |
| 1952, Helsinki       | Stany Zjednoczone | Jerome Biffle          | Stany Zjednoczone | Meredith Gourdine      |                   | Ödön Földessy          | [ 74 ] |
| 1956, Melbourne      | Stany Zjednoczone | Greg Bell              | Stany Zjednoczone | John Bennett           | Finlandia         | Jorma Valkama          | [ 75 ] |
| 1960, Rzym           | Stany Zjednoczone | Ralph Boston           | Stany Zjednoczone | Bo Roberson            |                   | Igor Ter-Owanesian     | [ 76 ] |
| 1964, Tokio          | Wielka Brytania   | Lynn Davies            | Stany Zjednoczone | Ralph Boston           |                   | Igor Ter-Owanesian     | [ 77 ] |
| 1968, Meksyk         | Stany Zjednoczone | Bob Beamon             |                   | Klaus Beer             | Stany Zjednoczone | Ralph Boston           | [ 78 ] |
| 1972, Monachium      | Stany Zjednoczone | Randy Williams         |                   | Hans Baumgartner       | Stany Zjednoczone | Arnie Robinson         | [ 79 ] |
| 1976, Montreal       | Stany Zjednoczone | Arnie Robinson         | Stany Zjednoczone | Randy Williams         |                   | Frank Wartenberg       | [ 80 ] |
| 1980, Moskwa         |                   | Lutz Dombrowski        |                   | Frank Paschek          |                   | Wałerij Podłużny       | [ 81 ] |
| 1984, Los Angeles    | Stany Zjednoczone | Carl Lewis             | Australia         | Gary Honey             | Włochy            | Giovanni Evangelisti   | [ 82 ] |
| 1988, Seul           | Stany Zjednoczone | Carl Lewis             | Stany Zjednoczone | Mike Powell            | Stany Zjednoczone | Larry Myricks          | [ 83 ] |
| 1992, Barcelona      | Stany Zjednoczone | Carl Lewis             | Stany Zjednoczone | Mike Powell            | Stany Zjednoczone | Joe Greene             | [ 84 ] |
| 1996, Atlanta        | Stany Zjednoczone | Carl Lewis             | Jamajka           | James Beckford         | Stany Zjednoczone | Joe Greene             | [ 85 ] |
| 2000, Sydney         | Kuba              | Iván Pedroso           | Australia         | Jai Taurima            | Ukraina           | Roman Szczurenko       | [ 86 ] |
| 2004, Ateny          | Stany Zjednoczone | Dwight Phillips        | Stany Zjednoczone | John Moffitt           | Hiszpania         | Joan Lino Martínez     | [ 87 ] |
| 2008, Pekin          | Panama            | Irving Saladino        | Południowa Afryka | Godfrey Khotso Mokoena | Kuba              | Ibrahim Camejo         | [ 88 ] |
| 2012, Londyn         | Wielka Brytania   | Greg Rutherford        | Australia         | Mitchell Watt          | Stany Zjednoczone | Will Claye             | [ 89 ] |
| 2016, Rio de Janeiro | Stany Zjednoczone | Jeff Henderson         | Południowa Afryka | Luvo Manyonga          | Wielka Brytania   | Greg Rutherford        | [ 90 ] |
| 2021, Tokio          | Grecja            | Miltiadis Tendoglu     | Kuba              | Juan Miguel Echevarría | Kuba              | Maykel Massó           | [ 91 ] |

### Skok w dal z miejsca
Konkurencję rozegrano jedynie cztery razy, zadebiutowała na Igrzysk Olimpijskich 1900, po raz ostatni konkurowano w niej na igrzyskach w Sztokholmie w 1912 roku. Liderem klasyfikacji zawodników jest Amerykanin Ray Ewry, który zdobył 3 złote medale. Wśród reprezentacji liderem są Stany Zjednoczone, które w dorobku mają 3 złote, 3 srebrne i 3 brązowe medale. W poniższej tabeli przedstawiono wszystkich medalistów igrzysk olimpijskich w skoku w dal z miejsca w latach 1900–1912.
| Rok i miejsce   |                   | Złoto                    |                   | Srebro                   |                   | Brąz              | Źr.    |
| --------------- | ----------------- | ------------------------ | ----------------- | ------------------------ | ----------------- | ----------------- | ------ |
| 1900, Paryż     | Stany Zjednoczone | Ray Ewry                 | Stany Zjednoczone | Irving Baxter            | Francja           | Émile Torcheboeuf | [ 92 ] |
| 1904, St. Louis | Stany Zjednoczone | Ray Ewry                 | Stany Zjednoczone | Charles King             | Stany Zjednoczone | John Biller       | [ 93 ] |
| 1908, Londyn    | Stany Zjednoczone | Ray Ewry                 | Grecja            | Konstandinos Tsiklitiras | Stany Zjednoczone | Martin Sheridan   | [ 94 ] |
| 1912, Sztokholm | Grecja            | Konstandinos Tsiklitiras | Stany Zjednoczone | Platt Adams              | Stany Zjednoczone | Benjamin Adams    | [ 95 ] |

### Trójskok
Konkurencja obecna jest w programie nieprzerwanie od pierwszej edycji letnich igrzysk olimpijskich. Liderem klasyfikacji zawodników jest Gruzin, który startował w barwach ZSRR, Wiktor Saniejew. Zdobył on 3 złote i 1 srebrny medal. Wśród reprezentacji liderem są Stany Zjednoczone, które w dorobku mają 8 złotych, 8 srebrnych i 2 brązowe medale. W poniższej tabeli przedstawiono wszystkich medalistów igrzysk olimpijskich w trójskoku w latach 1896–2021.
| Rok i miejsce        |                   | Złoto                  |                   | Srebro                 |                   | Brąz                    | Źr.     |
| -------------------- | ----------------- | ---------------------- | ----------------- | ---------------------- | ----------------- | ----------------------- | ------- |
| 1896, Ateny          | Stany Zjednoczone | James Brendan Connolly | Francja           | Aleksandros Tuferis    | Grecja            | Joanis Persakis         | [ 96 ]  |
| 1900, Paryż          | Stany Zjednoczone | Myer Prinstein         | Stany Zjednoczone | James Brendan Connolly | Stany Zjednoczone | Lewis Sheldon           | [ 97 ]  |
| 1904, St. Louis      | Stany Zjednoczone | Myer Prinstein         | Stany Zjednoczone | Frederick Engelhardt   | Stany Zjednoczone | Robert Stangland        | [ 98 ]  |
| 1908, Londyn         | Wielka Brytania   | Timothy Ahearne        | Kanada            | Garfield MacDonald     | Norwegia          | Edvard Larsen           | [ 99 ]  |
| 1912, Sztokholm      | Szwecja           | Gustaf Lindblom        | Szwecja           | Georg Åberg            | Szwecja           | Erik Almlöf             | [ 100 ] |
| 1920, Antwerpia      | Finlandia         | Vilho Tuulos           | Szwecja           | Folke Jansson          | Szwecja           | Erik Almlöf             | [ 101 ] |
| 1924, Paryż          | Australia         | Nick Winter            | Argentyna         | Luis Brunetto          | Finlandia         | Vilho Tuulos            | [ 102 ] |
| 1928, Amsterdam      |                   | Mikio Oda              | Stany Zjednoczone | Levi Casey             | Finlandia         | Vilho Tuulos            | [ 103 ] |
| 1932, Los Angeles    |                   | Chūhei Nambu           | Szwecja           | Eric Svensson          |                   | Kenkichi Ōshima         | [ 104 ] |
| 1936, Berlin         |                   | Naoto Tajima           |                   | Masao Harada           | Australia         | Jack Metcalfe           | [ 105 ] |
| 1948, Londyn         | Szwecja           | Arne Åhman             | Australia         | George Avery           | Turcja            | Ruhi Sarıalp            | [ 106 ] |
| 1952, Helsinki       | Brazylia          | Adhemar da Silva       |                   | Leonid Szczerbakow     | Wenezuela         | Asnoldo Devonish        | [ 107 ] |
| 1956, Melbourne      | Brazylia          | Adhemar da Silva       | Islandia          | Vilhjálmur Einarsson   |                   | Witold Kriejer          | [ 108 ] |
| 1960, Rzym           |                   | Józef Szmidt           |                   | Władimir Goriajew      |                   | Witold Kriejer          | [ 109 ] |
| 1964, Tokio          |                   | Józef Szmidt           |                   | Oleg Fiedosiejew       |                   | Wiktor Krawczenko       | [ 110 ] |
| 1968, Meksyk         |                   | Wiktor Saniejew        | Brazylia          | Nelson Prudêncio       | Włochy            | Giuseppe Gentile        | [ 111 ] |
| 1972, Monachium      |                   | Wiktor Saniejew        |                   | Jörg Drehmel           | Brazylia          | Nelson Prudêncio        | [ 112 ] |
| 1976, Montreal       |                   | Wiktor Saniejew        | Stany Zjednoczone | James Butts            | Brazylia          | João Carlos de Oliveira | [ 113 ] |
| 1980, Moskwa         |                   | Jaak Uudmäe            |                   | Wiktor Saniejew        | Brazylia          | João Carlos de Oliveira | [ 114 ] |
| 1984, Los Angeles    | Stany Zjednoczone | Al Joyner              | Stany Zjednoczone | Mike Conley            | Wielka Brytania   | Keith Connor            | [ 115 ] |
| 1988, Seul           |                   | Christo Markow         |                   | Igor Łapszyn           |                   | Aleksandr Kowalenko     | [ 116 ] |
| 1992, Barcelona      | Stany Zjednoczone | Mike Conley            | Stany Zjednoczone | Charles Simpkins       | Bahamy            | Frank Rutherford        | [ 117 ] |
| 1996, Atlanta        | Stany Zjednoczone | Kenny Harrison         | Wielka Brytania   | Jonathan Edwards       | Kuba              | Yoelbi Quesada          | [ 118 ] |
| 2000, Sydney         | Wielka Brytania   | Jonathan Edwards       | Kuba              | Yoel García            | Rosja             | Dienis Kapustin         | [ 119 ] |
| 2004, Ateny          | Szwecja           | Christian Olsson       | Rumunia           | Marian Oprea           | Rosja             | Daniił Burkienia        | [ 120 ] |
| 2008, Pekin          | Portugalia        | Nelson Évora           | Wielka Brytania   | Phillips Idowu         | Bahamy            | Leevan Sands            | [ 121 ] |
| 2012, Londyn         | Stany Zjednoczone | Christian Taylor       | Stany Zjednoczone | Will Claye             | Włochy            | Fabrizio Donato         | [ 122 ] |
| 2016, Rio de Janeiro | Stany Zjednoczone | Christian Taylor       | Stany Zjednoczone | Will Claye             |                   | Dong Bin                | [ 123 ] |
| 2021, Tokio          | Portugalia        | Pedro Pablo Pichardo   |                   | Zhu Yaming             | Burkina Faso      | Fabrice Zango           | [ 124 ] |

### Trójskok z miejsca
Konkurencję rozegrano jedynie dwa razy, zadebiutowała na Igrzysk Olimpijskich 1900, po raz ostatni konkurowano w niej na igrzyskach w St. Louis w 1904 roku. Liderem klasyfikacji zawodników jest Amerykanin Ray Ewry, który zdobył 2 złote medale. Wszystkie możliwe medale zdobyli reprezentanci Stanów Zjednoczonych. W poniższej tabeli przedstawiono wszystkich medalistów igrzysk olimpijskich w trójskoku z miejsca w latach 1900–1904.
| Rok i miejsce   |                   | Złoto    |                   | Srebro        |                   | Brąz           | Źr.     |
| --------------- | ----------------- | -------- | ----------------- | ------------- | ----------------- | -------------- | ------- |
| 1900, Paryż     | Stany Zjednoczone | Ray Ewry | Stany Zjednoczone | Irving Baxter | Stany Zjednoczone | Robert Garrett | [ 125 ] |
| 1904, St. Louis | Stany Zjednoczone | Ray Ewry | Stany Zjednoczone | Charles King  | Stany Zjednoczone | Joseph Stadler | [ 126 ] |